# Estanis Pedrola
Estanislau Pedrola Fortuny (Cambrils, 2003. augusztus 24. —) közismert nevén: Estanis Pedrola, spanyol labdarúgó, posztját tekintve csatár. A Serie B-ben szereplő Sampdoria játékosa.

## Pályafutása
A Katalóniában született Estanis, 2014-ben 11 évesen szerződött az RCD Espanyol akadémiájára a Reus-tól. 2019-ben öt év elteltével tért vissza a Reus együtteséhez.

### FC Barcelona
2021. július 22-én leigazolta a katalán sztárcsapat 2024 nyaráig, ahol az U19-es utánpótlás csapatban kapott először lehetőséget.

#### Barca B
2021. november 21-én mutatkozott be a tartalékcsapatban, csereként a 84. percben Ferran Jutglà-t váltva az Albacete elleni 2–0-ra elvesztett spanyol harmadosztályú mérkőzésen.
Három fordulóval később, december 12-én szerezte első gólját az Atlético Baleares ellen a 3–1-s hazai bajnokin.

#### A felnőttcsapatban
2022. január 2-án Xavi nevezte, majd a 80. percben Ilias Akhomach-ot váltva mutatkozott be, a bajnokság 2021–22-es idényének 19. fordulójában az RCD Mallorca elleni 0–1-s idegenbeli mérkőzésen.

#### Sampdoria(kölcsön)
2023. augusztus 11-én a genovai klub megállapodott az FC Barcelona együttesével, hogy a 2023–2024-es idény végéig kölcsönbe érkezik Olaszországba, vásárlási opcióval.

#### Sampdoria
2024 nyarán négyéves szerződést írt alá és a Sampdoria csapatával, amely végleg szerződtette.

## Magánélete
Pedrola nevét dédnagyapjáról, Estanislau Pedrola Rovira (Q47011911) kapta, aki a második világháborúban harcolt, és egy náci koncentrációs táborban halt meg.

## Statisztika
2023 augusztus 11-i állapot szerint.
| Klub                | Szezon           | Bajnokság             | Bajnokság | Bajnokság | Kupa  | Kupa  | Nemzetközi | Nemzetközi | Egyéb | Egyéb | Összes | Összes |
| Klub                | Szezon           | Liga                  | Mérk.     | Gólok     | Mérk. | Gólok | Mérk.      | Gólok      | Mérk. | Gólok | Mérk.  | Gólok  |
| ------------------- | ---------------- | --------------------- | --------- | --------- | ----- | ----- | ---------- | ---------- | ----- | ----- | ------ | ------ |
| Barcelona B         | 2021/22          | Primera División RFEF | 7         | 1         | —     | —     | —          | —          | —     | —     | 7      | 1      |
| Barcelona B         | 2022/23          | Primera Federación    | 21        | 8         | —     | —     | —          | —          | 2     | 0     | 23     | 8      |
| Barcelona B         | Összesen         | Összesen              | 28        | 9         | —     | —     | —          | —          | 2     | 0     | 30     | 9      |
| Barcelona           | 2021/22          | La Liga               | 1         | 0         | 0     | 0     | 0          | 0          | 0     | 0     | 1      | 0      |
| Barcelona           | Összesen         | Összesen              | 1         | 0         | 0     | 0     | 0          | 0          | 0     | 0     | 1      | 0      |
| Sampdoria (kölcsön) | 2023/24          | Serie B               | 0         | 0         | 0     | 0     | —          | —          | —     | —     | 0      | 0      |
| Sampdoria (kölcsön) | Összesen         | Összesen              | 0         | 0         | 0     | 0     | 0          | 0          | 0     | 0     | 0      | 0      |
| KARRIER ÖSSZESEN    | KARRIER ÖSSZESEN | KARRIER ÖSSZESEN      | 29        | 9         | 0     | 0     | 0          | 0          | 2     | 0     | 31     | 9      |

1. ↑  La Liga2